# Medical and Chirurgical Society of London
Die Medical and Chirurgical Society of London war eine 1805 gegründete Londoner Gelehrtengesellschaft von Ärzten und Chirurgen. Sie bestand bis 1907 und ist eine der Vorläufergesellschaften der Royal Society of Medicine.

## Geschichte
Am 22. Mai 1805 trafen sich 26 Mitglieder der 1773 gegründeten Medical Society of London, die mit der autokratischen Leitung durch deren Präsidenten James Sims (1741–1820) unzufrieden waren. Sie beschlossen eine eigene Gesellschaft zu gründen, die dem Zweck des Erfahrungsaustausches über ihr Fachgebiet, der Entgegennahme von Mitteilungen und der Gründung einer Bibliothek dienen sollte.
Ihr erster Präsident wurde Sir William Saunders (1743–1817). John Abernethy, William Babington, Sir William Blizard (1743–1835) und John Cooke (1756–1838) wurden Vizepräsidenten, Sir Astley Cooper Schatzmeister und Charles Rochemont Aikin (1775–1847) Sekretär.
1834 erhielt die Gesellschaft die Royal Charter und wurde in Royal Medical and Chirurgical Society of London umbenannt. Von 1907 bis 1909 vereinigte sich die Gesellschaft mit weiteren Spezialgesellschaften, um die Royal Society of Medicine zu bilden.

## Publikationen
- Medico-Chirurgical Transactions (1809–1833)
- Proceedings of the Royal Medical and Chirurgical Society of London (1856/57–1898/99)